# جائزة بريطانيا الكبرى 2010
جائزة بريطانيا الكبرى 2010 (بالإنجليزية: 2010 British Grand Prix)‏ هو سباق فورمولا 1 أقيم بتاريخ 11 يوليو 2010 في حلبة سلفرستون، إنجلترا. كان العاشر من أصل 19 في بطولة العالم لسباقات الفورمولا واحد موسم 2010. حلّ الأسترالي مارك ويبر أولا بينما جاء البريطاني لويس هاملتون في المركز الثاني وحصل على المركز الثالث الألماني نيكو روسبيرغ.